# ChKMB
Das Charkiwer Konstruktionsbüro für Maschinenbau „A. A. Morosow“ (ukrainisch Харківське конструкторське бюро з машинобудування імені О.О. Морозова (ХКБМ), im Deutschen hauptsächlich bekannt als OKB Morosow; bei internationalen Auftritten verwendet das Unternehmen ausschließlich die englische Transkription KMDB) ist ein ukrainisches Rüstungsingenieurbüro mit Sitz in Charkiw. Seit 2012 gehört das Büro zum staatlichen ukrainischen Rüstungskonzern Ukroboronprom.

## Geschichte
Hervorgegangen aus der Konstruktionsabteilung der Lokomotivfabrik Komintern 1927, wurde das Konstruktionsbüro zu Anfang der 1930er-Jahre von der sowjetischen Regierung als selbständiges Konstruktionsbüro für Panzertechnik (GP ChKBM) etabliert. Chefkonstrukteur war seit 1936 Michail Iljitsch Koschkin, der u. a. für den weltberühmten T-34 verantwortlich zeichnete. Nach Koschkins frühem Tod 1940 übernahm sein bisheriger Assistent Alexander Alexandrowitsch Morosow, der bis dahin für den Antrieb des T-34 verantwortlich war, die Leitung.
Während des Großen Vaterländischen Krieges wurde die Produktionsstätte nach Nischni Tagil, östlich des Urals, evakuiert. Nach dem Sieg über Deutschland erfolgte die Rückkehr nach Charkiw, während ein Teil der Mitarbeiter unter Karzew in Nischni Tagil verblieb und dort das OKB-183 gründete. In der Folge herrschte zwischen dem OKB Morosow und Karzew (sowie dem OKB des Kirowwerks in Leningrad) eine Konkurrenzsituation bei der Entwicklung neuer Kampfpanzer, die bis zum Ende der Sowjetunion bestehen blieb. Morosow hatte noch in Nischni Tagil den T-54 entworfen, der im Wesentlichen die Erfahrungen des Zweiten Weltkrieges subsumierte und wandte sich nach seiner Rückkehr nach Charkiw der Entwicklung eines künftigen Kampfpanzers zu, ein Projekt, das schließlich zum T-64 führte. Karzew entwickelte in Nischni Tagil den T-54 zum T-55 weiter und sprang mit dem T-62 in die Bresche, als nach dem Erscheinen der britischen L7-Kanone eine Antwort gefunden werden musste, während der T-64 zu diesem Zeitpunkt noch nicht serienreif war.
Dabei genoss Morosows Kollektiv aufgrund der Verdienste aus dem Zweiten Weltkrieg die Bevorzugung durch Moskau, während Nischnil Tagil durch die Nomenklatura immer als in der zweiten Reihe stehend betrachtet wurde. Als sich schließlich herausstellte, dass der T-64 noch längere Zeit bis zur Serienreife brauchen würde und vor allem sehr teuer war, erhielt Karzews OKB den Auftrag, auf  Basis des T-64 eine abgespeckte „Mobilmachungsversion“ zu entwickeln, die billig in Massen zu produzieren war. Dies führte zum T-72 und ist Ursache der äußerlichen Ähnlichkeit beider Panzer.
Im Jahr 1951 erhielt Morosows Büro die Bezeichnung OKB-520, die es bis 1997 behielt, als es in KB-60 umbenannt wurde.
Die Probleme des T-64 wurden schließlich ausgemerzt und der Panzer ging in Charkiw in Serienproduktion. In der Folge beschäftigte sich das OKB-520 mit dessen Weiterentwicklung und Perfektionierung. Nachdem der ebenfalls vom T-64 abstammende T-80 in Leningrad entwickelt worden war, stellte sich heraus, dass dieser zwar die erwarteten Leistungen erbrachte, der erste Kampfpanzer der Welt mit Gasturbinenantrieb aber einen exorbitant hohen Kraftstoffverbrauch hatte. Ähnlich wie Nischni Tagil zuvor den Auftrag erhalten hatte, aus dem Charkiwer T-64 eine einfachere und robustere Version abzuleiten, bekam nun das Entwicklerteam in Charkiw den Auftrag, in den T-80 einen modernen, ultrakompakten Dieselmotor einzubauen, den 6TDF. Daraus resultierte der T-80UD, der später in T-84 umbenannt wurde und nach dem Ende der Sowjetunion die Grundlage aller ukrainischen Panzerentwicklungen bildete.

## Produkte
ChKMB ist für viele wichtige sowjetische Panzer verantwortlich, darunter die BT-Serie, die T-54, T-64 und T-80UD sowie die ukrainische Weiterentwicklung des T-80, den T-84. Weiterhin zählten und zählen militärische Zugmaschinen zum Produktspektrum.

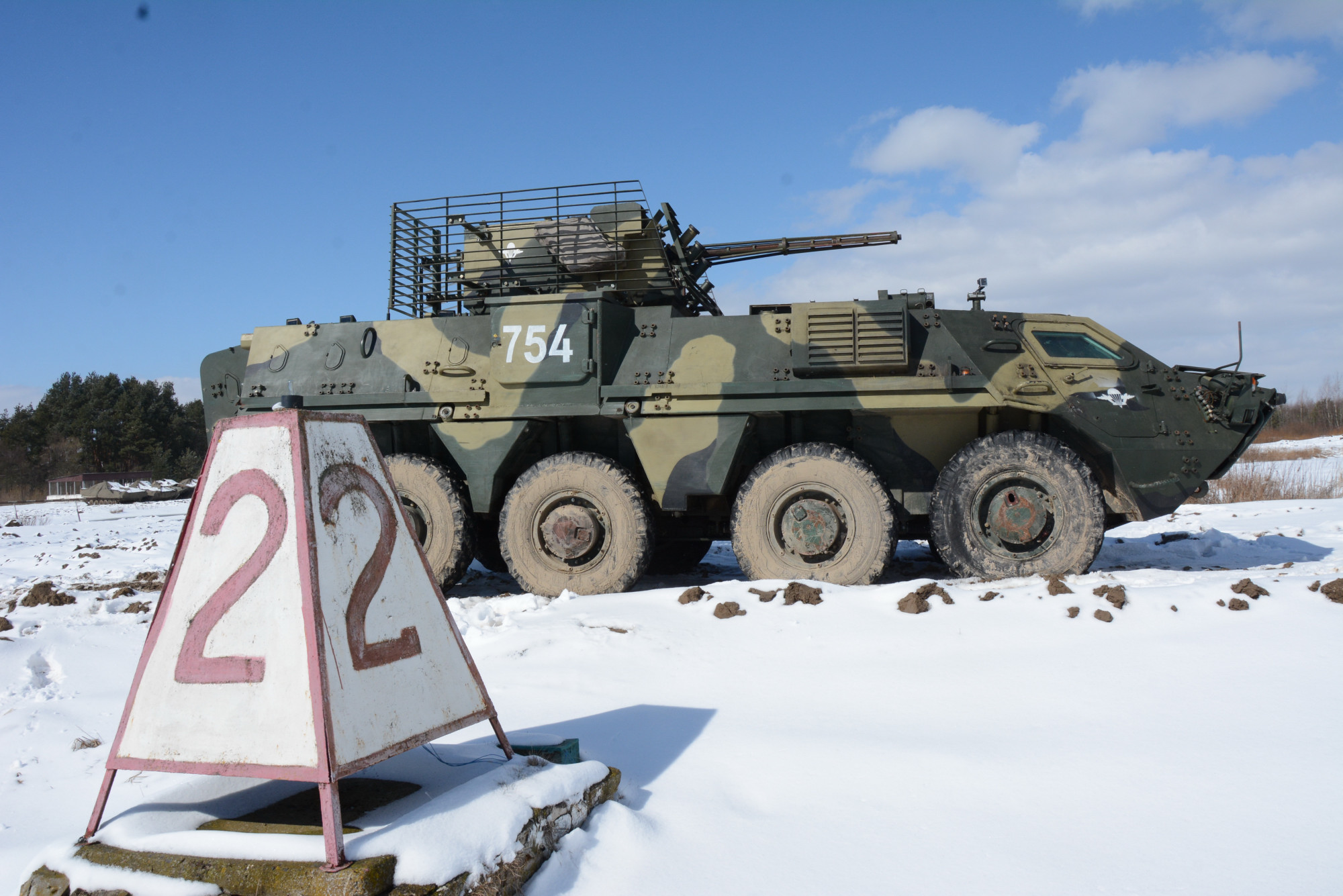
BTR-4
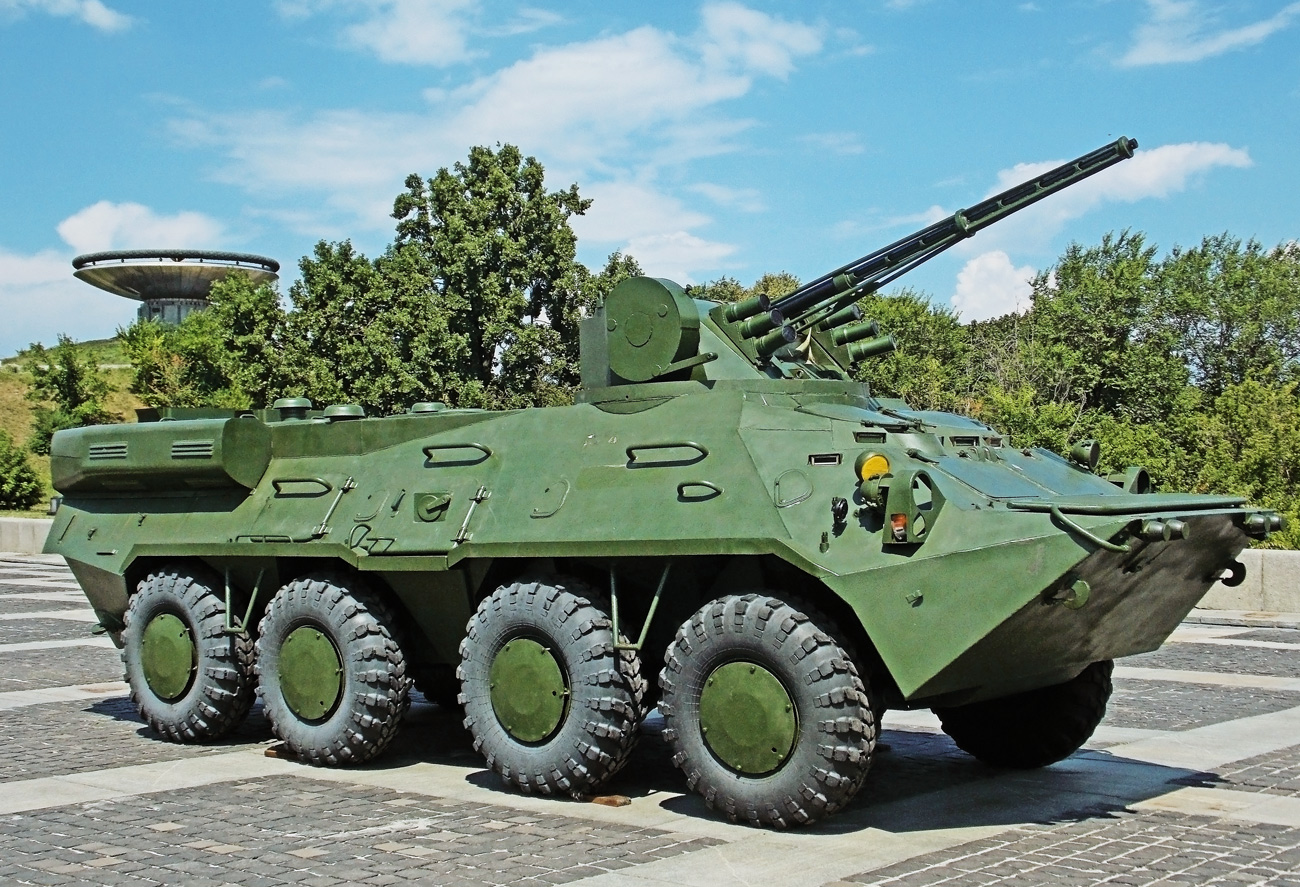
BTR-3E
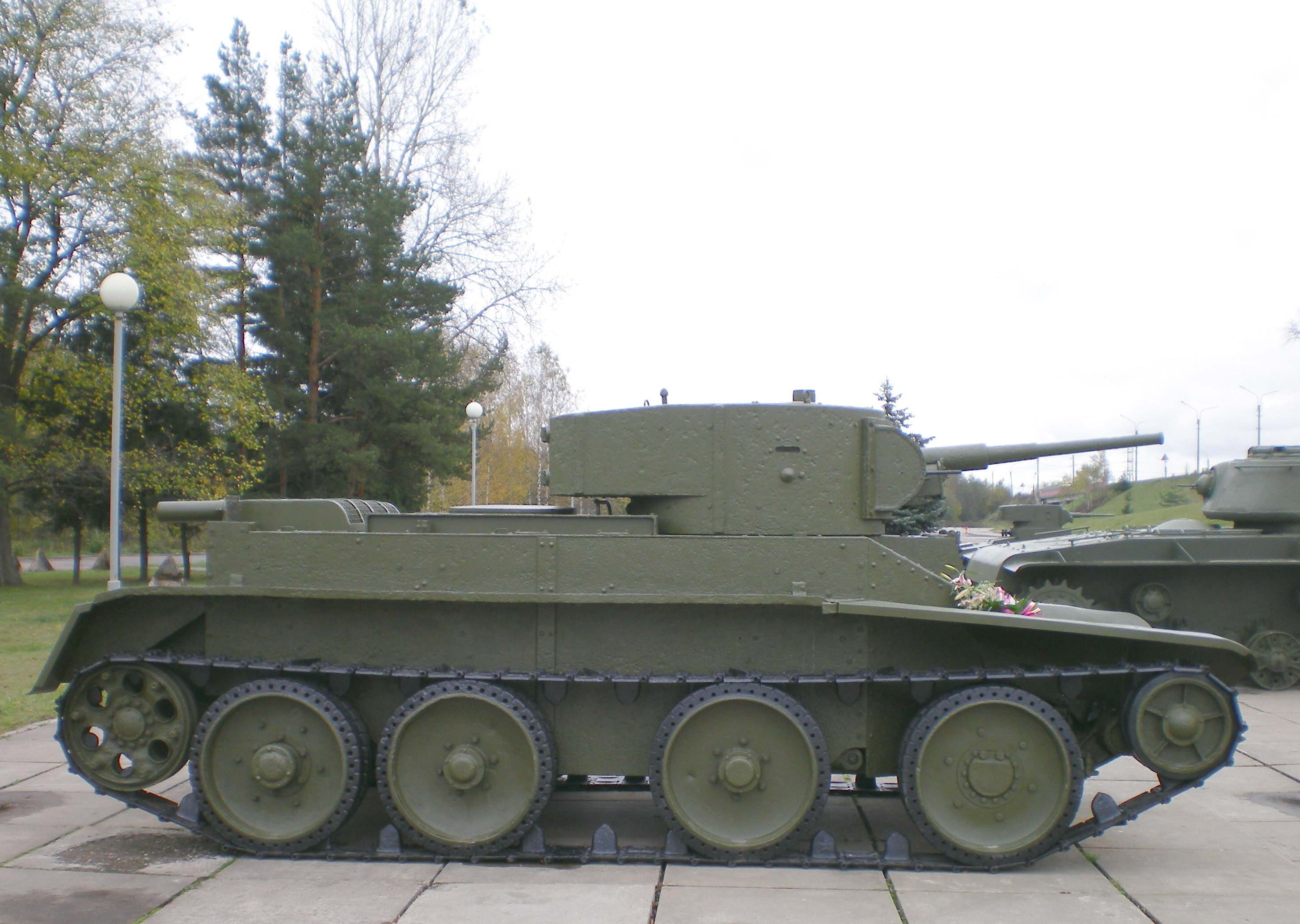
BT-7 Modell 1935
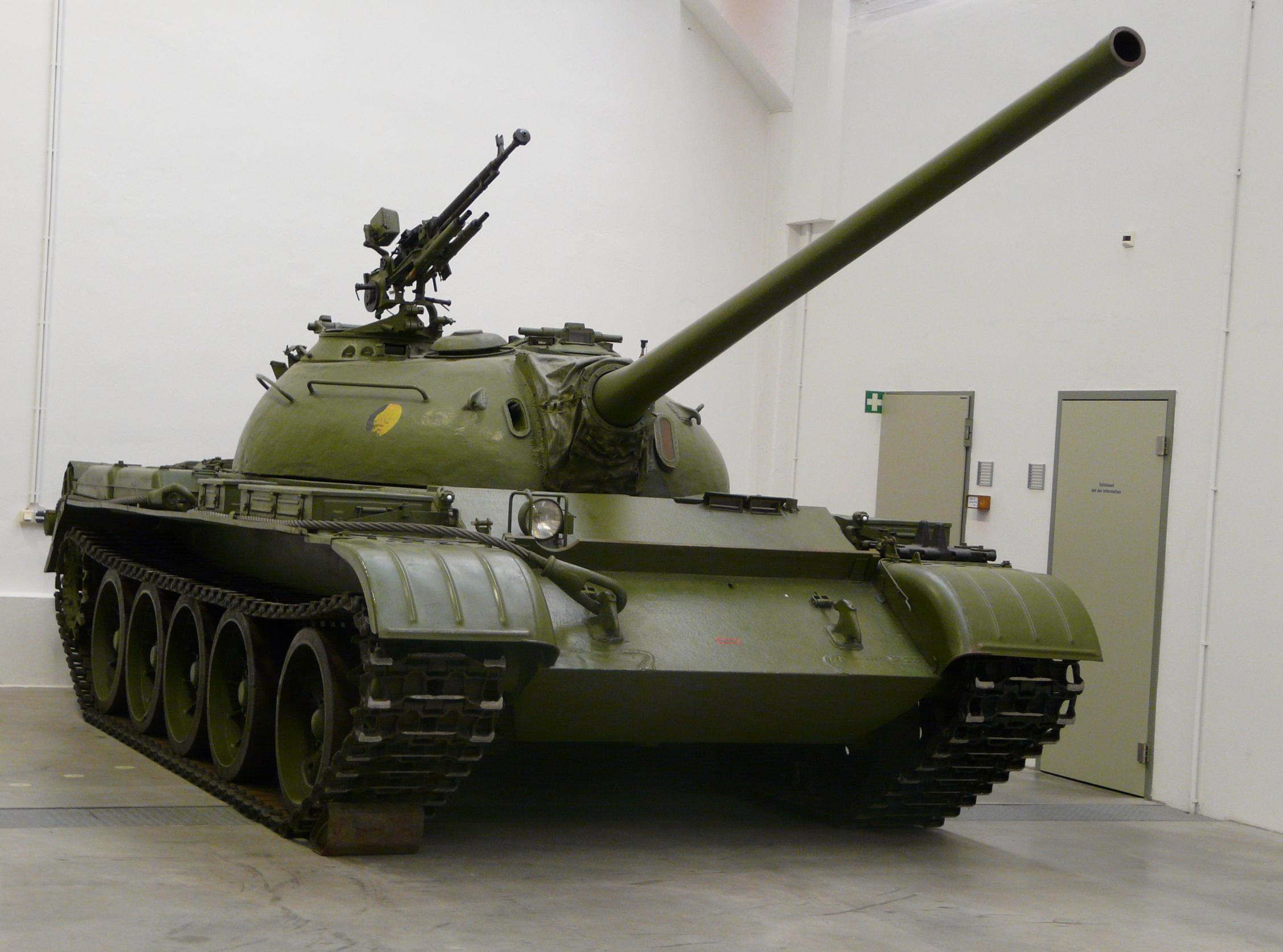
T-54
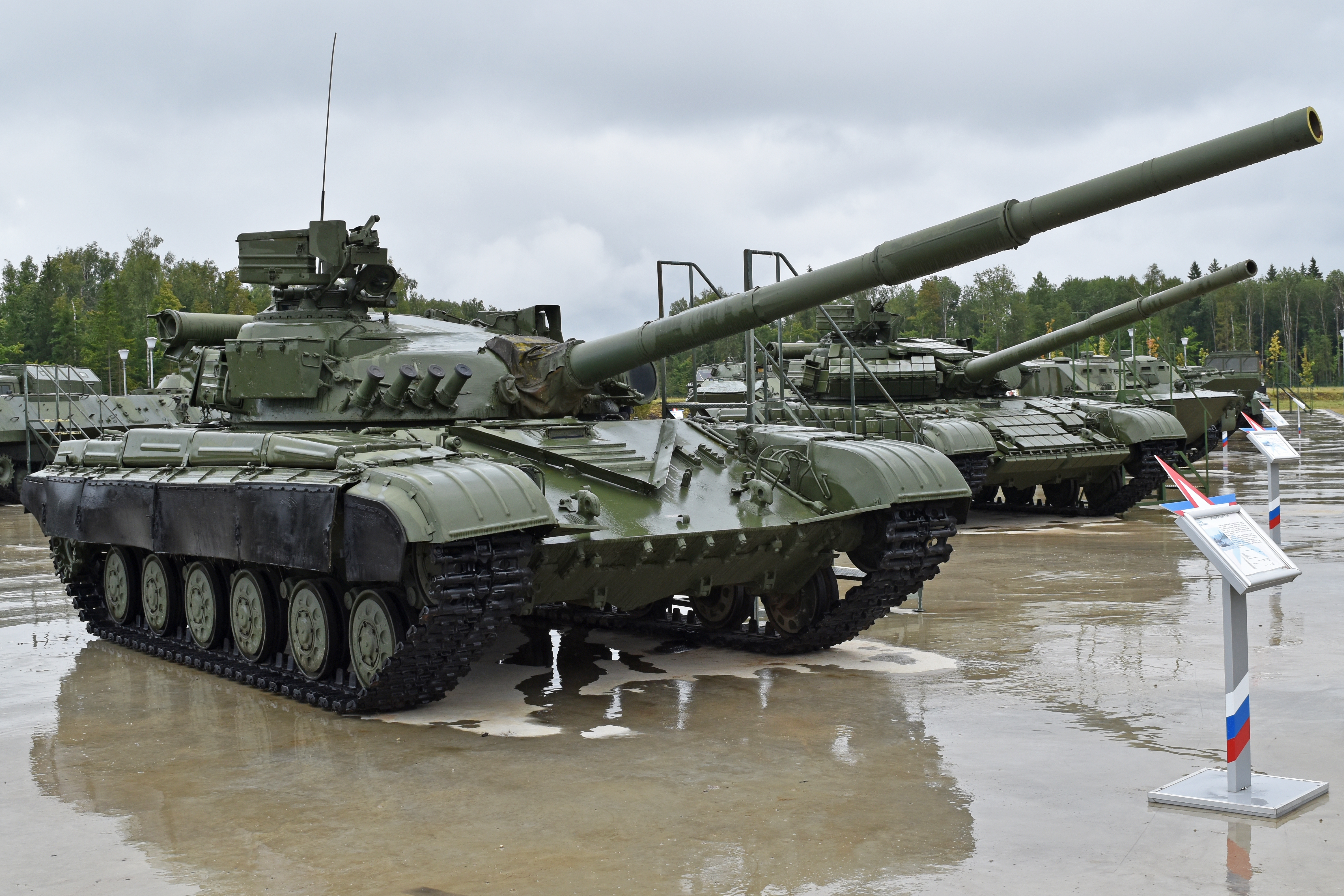
T-64
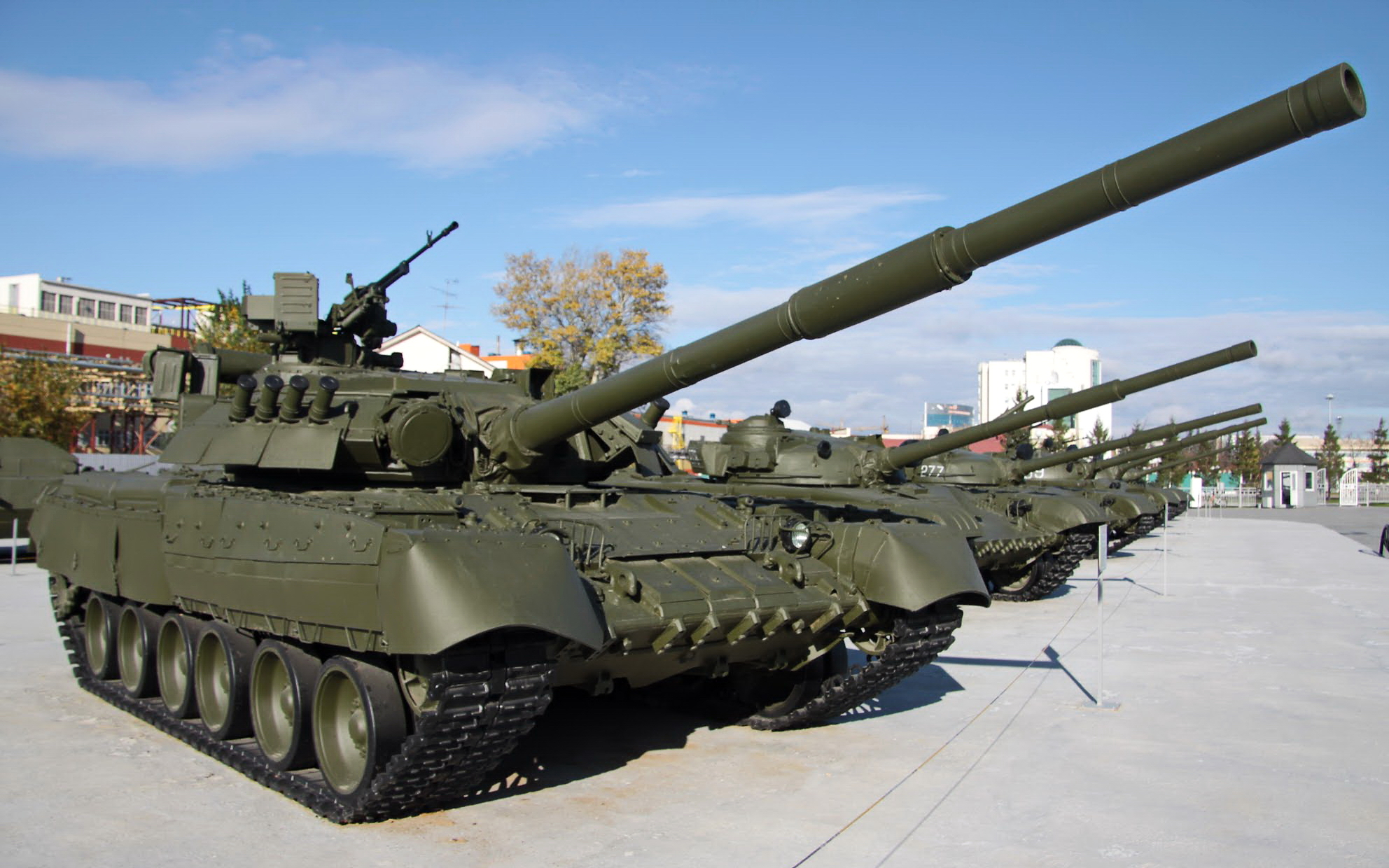
T-80UD
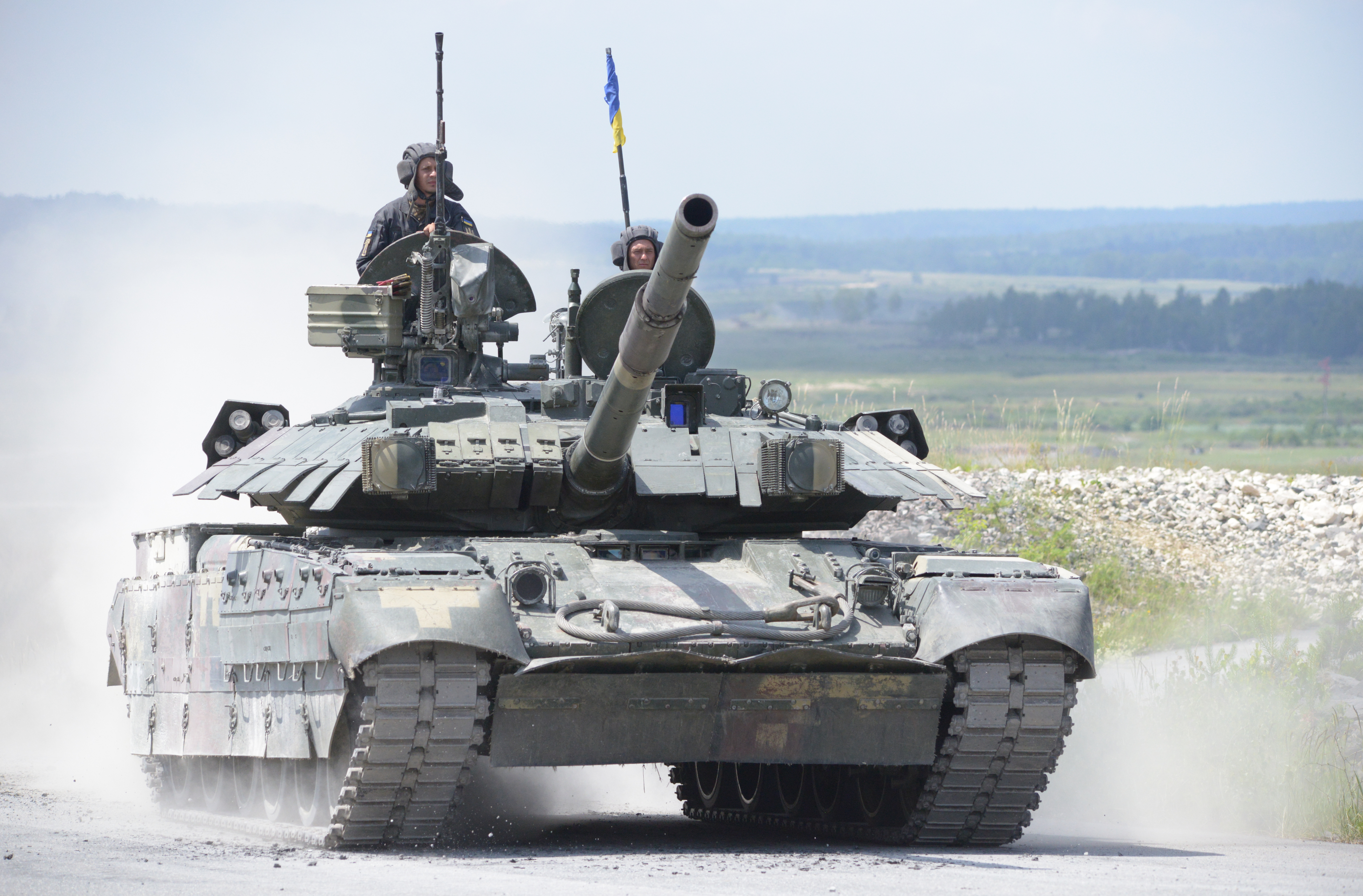
T-84